# Локалита Страда Статале (Кунео)
Локалита Страда Статале је насеље у Италији у округу Кунео, региону Пијемонт.
Према процени из 2011. у насељу је живело 94 становника. Насеље се налази на надморској висини од 201 м.